# 内山新之助
内山 新之助（うちやま しんのすけ）は、日本の都市計画家。

## 経歴
京都市出身。1912年（明治45年）京都帝国大学理工科大学土木科を卒業し1914年（大正3年）大阪市技手となって市区改正を担当後、1918年（大正9年）初代の大阪府都市計画課長に就任し2年後の1920年に内務省都市計画地方委員会技師採用で大阪地方委員会に勤務（府と兼任）、1923年（大正12年）の関東大震災後の帝都復興事業にも尽力し1928年（昭和3年）大阪市に復帰し土木部都市計画課長、1932年（昭和7年）に土木部工務課長、1934年（昭和9年）6月に港湾部長に就任し同年9月に起こった室戸台風による関西地方大風水害からの復興計画を立て、大大阪港百年の計を確立後、1940年（昭和15年）には水道部長に就任している。
その間、関西工学専修学校建築科（都市計画、土木科橋梁学）講師も務める。
著書に『都市計画』（昭和6年、『高等土木工学 第十七巻』常磐書房）
など。